# 入尾城
入尾城（いりおじょう）は、愛知県瀬戸市にあった日本の城（平城）。

## 概要
瀬戸市内で最も古い城郭の一つで、平景貞の築城と伝えられる。南には東谷山が聳え、北東西の三方には庄内川（玉野川）と水野川が流れ、また庄内川沿いは断崖（玉野川峡谷）となっており、自然の要害を利用した城である。同地は庄内川の主要な渡しの一つである「入尾の渡し」もあり、交通の要所でもあった。
現在、八幡社から東の一帯が城跡と伝わるのみで、遺構は何も残っていない。古絵図には「東西三十二間
　南北三十一間　四方一重掘　玉野川ニ添　入尾城跡」と記されている。

## 歴史
大治4年（1129年）、鎮守府将軍平良兼の子孫である平(滝口)影貞が入尾に入郷し、保元・平治の乱の頃に築城したと伝えられる。平景貞は水野氏を名乗り、以降、尾張国山田荘水野郷や志段味郷を支配下においた水野氏の居城となった。応永19年12月28日（1413年2月8日）に水野致高が城内で没した後、廃城となった。

## 所在地
愛知県瀬戸市鹿乗町入尾